# Pratzschwitz

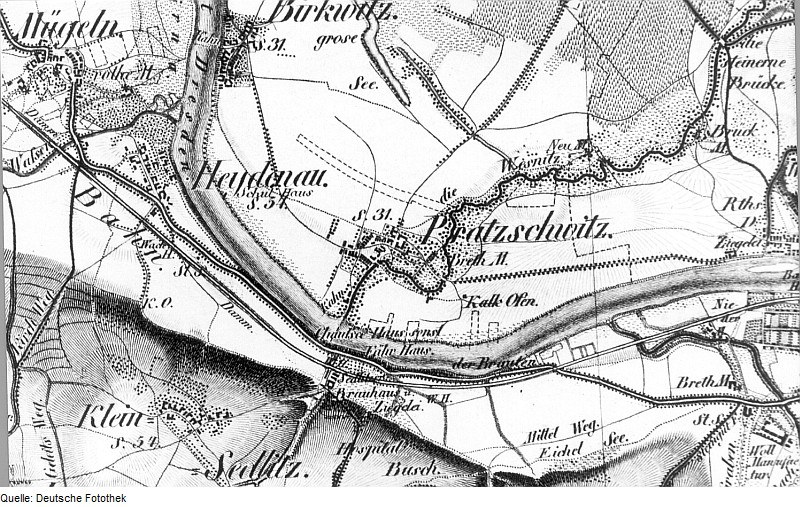
Pratzschwitz auf einer Karte aus dem 19. Jahrhundert

Pratzschwitz ist ein Stadtteil von Pirna, der Kreisstadt des Landkreises Sächsische Schweiz-Osterzgebirge. Gemeinsam mit Birkwitz bildet es die Ortschaft Birkwitz-Pratzschwitz.

## Geographie
Pratzschwitz liegt im Elbtalkessel, direkt am orografisch rechten Ufer der Elbe im Nordwesten der Stadt. Benachbarte Pirnaer Stadtteile sind Birkwitz im Nordwesten und Copitz im Osten. Am gegenüberliegenden Ufer der Elbe liegen Heidenau-Süd im Westen und der Heidenauer Stadtteil Großsedlitz im Süden. Die Pirnaer Altstadt liegt drei Kilometer östlich von Pratzschwitz, ebenfalls auf der anderen Elbseite. Der Ortskern von Pratzschwitz befindet sich zwischen dem Kies- und Badesee Birkwitz und der Mündung der Wesenitz in die Elbe. Im Norden der Gemarkung liegt der Flugplatz Pirna-Pratzschwitz.

## Geschichte
Pratzschwitz wurde 1350 erstmals mit den Formen „Prautschicz“, „Bratschicz“ und „Praschicz“ erwähnt. Später waren noch sehr viele andere Schreibweisen in Gebrauch, darunter „Bratewicz“, „Brattschwitz“, „Pratzsch“, „Braytzschitz“, „Bratzewitz“ und „Brotschwitzsch“. Der Dorfkern ist ein im Lauf der Jahrhunderte erweiterter Rundling. Um ihn lag eine Gewannflur, die im Jahre 1900 eine Fläche von etwa 441 Hektar hatte. 
Im Jahre 1547 waren die Einwohner des Dorfs dem Domkapitel in Meißen zinspflichtig. Damals wurde auch ein wüstes Vorwerk im Ort erwähnt, das jedoch 1610 wieder intakt war. Im Laufe des 17. Jahrhunderts bildete sich in Pratzschwitz ein Rittergut heraus, dessen Besitzer die Grundherrschaft ausübten. Im 18. Jahrhundert war es wieder ein Vorwerk, das den Besitzern des Rittergutes in Schönfeld unterstand. Für 1875 ist ein Kammergut bezeugt. Die Verwaltung des Ortes oblag ab dem 16. Jahrhundert dem Amt Dresden, 1856 war dann das Gerichtsamt Pirna zuständig. Auf Grundlage der Landgemeindeordnung von 1838 erlangte Pratzschwitz Selbstständigkeit als Landgemeinde. Diese war 1875 Teil der Amtshauptmannschaft Pirna, in der Zeit der DDR gehörte sie zum Kreis Pirna. Am 1. Mai 1973 fusionierte die Gemeinde mit ihrem Nachbarort zur neuen Gemeinde Birkwitz-Pratzschwitz, die am 1. Januar 1999 nach Pirna eingemeindet wurde.

## Entwicklung der Einwohnerzahl
| Jahr    | Einwohner                               |
| ------- | --------------------------------------- |
| 1547/51 | 23 besessene Mann, 12 Inwohner          |
| 1764    | 27 besessene Mann, 7 Gärtner, 3 Häusler |
| 1834    | 298                                     |
| 1871    | 385                                     |
| 1890    | 483                                     |
| 1892    | 547                                     |
| 1910    | 450                                     |
| 1939    | 597                                     |
| 1946    | 677                                     |
| 1950    | 647                                     |
| 1964    | 646                                     |